# Kőtorony-alatti-barlang
A Kőtorony-alatti-barlang a Duna–Ipoly Nemzeti Parkban lévő Visegrádi-hegységben található egyik barlang. Dömös területén, a Dobogó-kőn van.

## Leírás
Az Ablakos-barlangot rejtő kőbástyától délnyugatra, egy lépcsővel magasabb szinten, egy feltűnő, hatalmas kőtorony látszik. Ettől északra, körülbelül 50 méterre található a barlang.
Az egyik része egy hatalmas kőtömb által boltozott eresz, amely csaknem észak felé nyitott. A másik része az ereszhez csatlakozó tíz méter hosszú, széles, lapos, két végén nyitott járat. Ennek a másik, 5,4 méter széles bejárata északkelet felé néz. A barlang hossza 16 méter. Az eresz végében, bal oldalon faágakból összetákolt kerítés van. Ez, valamint az eldobált flakonok, konzerves dobozok a barlang időnkénti lakottságára utalnak.

## Kutatástörténet
A barlangot Gönczöl Imréék fedezték fel 1997-ben. Elkészítették a barlang részletes leírását és térképét. A 2001. november 12-én készült, Magyarország nemkarsztos barlangjainak irodalomjegyzéke című kézirat barlangnévmutatójában szerepel a Kőtorony-alatti-barlang. A barlangnévmutatóban meg van említve 1 irodalmi mű, amely foglalkozik a barlanggal. A 366. tétel nem említi, a 365. tétel említi.
A 2014. évi Karsztfejlődésben megjelent tanulmányban az olvasható, hogy a Visegrádi-hegység 10. leghosszabb barlangja a 16 m hosszú és 4 m mély Kőtorony-alatti-barlang. Kőzetkipergéssel terjedelmes barlangok alakultak ki a hegységben, pl. a Kőtorony-alatti-barlang. A Visegrádi-hegység 101 barlangjának egyike a Dömösön található barlang. A publikációhoz mellékelt, a Visegrádi-hegység 10 m-nél hosszabb barlangjainak elhelyezkedését bemutató ábrán látható a barlang földrajzi elhelyezkedése. A helyszínrajzot Eszterhás István szerkesztette.